# NGC 1013
NGC 1013 est une galaxie lenticulaire située dans la constellation de la Baleine. NGC 1013 a été découverte par l'astronome américain Lewis Swift en 1886.

## Caractéristiques
Sa vitesse par rapport au fond diffus cosmologique est de 8 048 ± 29 km/s, ce qui correspond à une distance de Hubble de 118,7 ± 8,3 Mpc (∼387 millions d'al).